# 哈夫威特里 (圣基茨和尼维斯)
哈夫威特里（Half Way Tree）是加勒比海岛国圣基茨和尼维斯圣基茨岛西海岸中的一座村庄，行政上由圣托马斯米德艾兰区管辖，位于硫磺山要塞国家公园和米德艾兰之间。